# De hamer van Thor (boek)
De hamer van Thor is een fantasy/avonturenverhaal van de Amerikaanse schrijver Rick Riordan gebaseerd op de Noordse mythologie. Het is het tweede boek uit de trilogie Magnus Chase en de goden van Asgard. In dit boek raakt de god Thor zijn hamer Mjölnir kwijt en gaat de hoofdpersoon Magnus Chase samen met zijn vrienden ernaar op zoek.

## Magnus Chase en de goden van Asgard
- Het verdoemde zwaard
- De hamer van Thor
- Het schip der doden